# 북풍과 태양

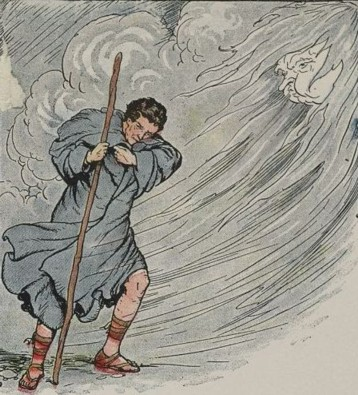
북풍이 바람을 힘껏 불면서 나그네의 상의를 벗기려고 했지만 오히려 상의를 누르고 말았다.

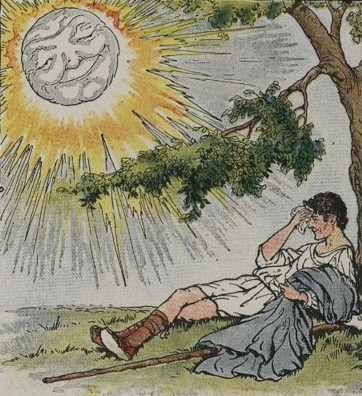
태양이 햇빛을 쨍쨍 내리쬐면서 나그네가 스스로 상의를 벗었기 때문에 태양이 승리했다.

《북풍과 태양》은 이솝 우화 중 하나이다. 페리 인덱스로는 46번 우화에 해당한다.